# Ordinul „Gloria muncii” (Transnistria)

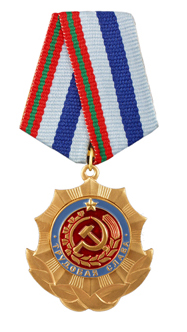
Ordinul "Gloria muncii"

Ordinul "Gloria muncii" (în rusă Орден "Трудовая Слава") este una dintre decorațiile auto-proclamatei Republici Moldovenești Nistrene. El a fost înființat prin decretul nr. 33 al președintelui RMN, Igor Smirnov, din data de 4 februarie 2000.

## Statut
1. Ordinul "Gloria muncii" a fost înființat pentru premierea realizărilor de muncă în domeniul producției, cercetării științifice, activităților socio-culturale, sportive și al altor activități desfășurate pentru binele societății, precum și pentru manifestarea valorilor și gloriei civile. 
2. Sunt decorați cu Ordinul "Gloria muncii" cetățeni ai Republicii Moldovenești Nistrene, întreprinderi, organizații și fundații.
3. Acordarea Ordinului "Gloria muncii" se efectuează:
a) pentru rezultate deosebite în domeniul industriei, agriculturii, construcțiilor și transporturilor, comerțului, locuințelor și bunurilor de utilitate economică, serviciilor publice comunale și al altor ramuri ale economiei naționale;
b) pentru experimentarea de noi tehnici și tehnologii avansate, realizarea de invenții de valoare și de proiecte de dezvoltare;
c) pentru succese în activitatea de cercetare științifică; 
d) pentru realizări creative în domeniul culturii, literaturii, artei, succese în instruirea și pregătirea tineretului, pregătirea personalului de înaltă calificare, îngrijirea medicală a populației, dezvoltarea educației fizice și a sportului și al altor activități de utilitate publică;
e) pentru meritele personalului civil în întărirea capacității de apărare și de securitate a republicii;
f) pentru activitate publică și de stat fructuoasă;
g) pentru merite în dezvoltarea economică, tehnico-științifică și culturală a Republicii Moldovenești Nistrene și relații cu alte state.
4. Ordinul "Gloria muncii" se poartă pe partea stângă a pieptului, iar când deținătorul are și alte ordine ale RMN, decorația este aranjată după Ordinul Republicii, Ordinul "Pentru curaj personal" și Ordinul de Onoare.

## Descriere
Ordinul "Gloria muncii" este confecționat din pinchbeck (aliaj similar tombacului, format din 83% cupru și 17% zinc) de culoare aurie și are o formă de poligon, cu zece raze convexe care pornesc din centru și ale căror extremități sunt legate între ele prin arcuri de cerc de formă concavă. Dedesubtul poligonului se află frunze de lauri, împletite cu panglici.
Medalionul este format dintr-un cerc cu un diametru de 26 mm, în interiorul căruia se află un al doilea cerc, ambele având margini aurii. Distanța dintre marginile celor două cercuri concentrice este de 2,5 mm. Între marginile celor două cercuri se află inscripția "Gloria muncii" cu litere aurii pe un smalț de culoare albastră. În partea de sus a marginii cercului interior se află un asterisc auriu. În mijlocul cercului, pe un smalț de culoare roșie, se află secera și ciocanul, înconjurată de un spic și de un fragment de roată dințată, ambele stilizate. Diametrul general al medaliei este de 40 mm, pe revers fiind gravat numărul individual. 
Medalia Ordinului este prinsă printr-o ureche de o panglică pentagonală de mătase lucioasă, având în extremitatea stângă două benzi roșii și una verde cu o lățime de 2 mm fiecare, simbolizând steagul Republicii Moldovenești Nistrene. După aceste benzi, se află alte trei benzi mai late cu o lățime de 7 mm fiecare, având următoarele culori - albastru deschis, albastru închis, albastru deschis. Lățimea panglicii este de 24 mm.
Pe reversul panglicii se află o agrafă pentru prinderea decorației de haine. 

## Persoane decorate
- Alexandr Korolev - vicepreședintele RMN [1]
- Valeri Lițkai și Vladimir Iastrebceak - miniștri de externe ai RMN
- Irina Molokanova - ministrul finanțelor
- Petr Stepanov - ministrul industriei
- Ivan Tkacenko - ministrul sănătății
- Elena Cernenko - ministrul economiei
- Anatoli Kaminski - vicepreședintele Sovietului Suprem al RMN
- Viktor Kostîrko - primarul municipiului Tiraspol
- Iuri Platonov - șef al Administrației de Stat a raionului și orașului Rîbnița
- Igor Mazur - șef al Administrației de Stat a raionului Dubăsari
- Vasili Tișcenko - șef al Administrației de Stat a raionului Slobozia
- Ivan Ținik - șef al Administrației de Stat a raionului Grigoriopol
- Valerian Runkovski - șef al Administrației de Stat a raionului Camenca
- Banca "Ipoteka" din Tiraspol - companie privată, pentru dinamism în crearea și dezvoltarea sistemului bancar din RMN [2]